# Camptotypus facetus
Camptotypus facetus är en stekelart som först beskrevs av Günther Enderlein 1921.  Camptotypus facetus ingår i släktet Camptotypus och familjen brokparasitsteklar. Inga underarter finns listade.